# Elitserien 1928/29
Die Saison 1928/29 war die zweite Spielzeit der Elitserien, der höchsten schwedischen Eishockeyspielklasse. Meister wurde der IK Göta. Lidingö IF stieg in die zweite Liga ab.

## Modus
In der Hauptrunde absolvierte jede der sechs Mannschaften insgesamt zehn Spiele. Der Erstplatzierte der Hauptrunde wurde Meister. Der Letztplatzierte stieg in die zweite Liga ab. Für einen Sieg erhielt jede Mannschaft zwei Punkte, bei einem Unentschieden gab es einen Punkt und bei einer Niederlage null Punkte.

## Hauptrunde
|    | Klub           | Sp | S | U | N | T  | GT | Punkte |
| -- | -------------- | -- | - | - | - | -- | -- | ------ |
| 1. | IK Göta        | 10 | 7 | 1 | 2 | 39 | 13 | 15     |
| 2. | Södertälje SK  | 10 | 6 | 2 | 2 | 38 | 18 | 14     |
| 3. | Djurgårdens IF | 10 | 6 | 1 | 3 | 27 | 21 | 13     |
| 4. | Karlbergs BK   | 10 | 4 | 1 | 5 | 22 | 28 | 9      |
| 5. | Hammarby IF    | 10 | 3 | 1 | 6 | 25 | 38 | 7      |
| 6. | Lidingö IF     | 10 | 1 | 0 | 9 | 17 | 50 | 2      |

Sp = Spiele, S = Siege, U = Unentschieden, N = Niederlagen